# Serge Daget
Serge Daget, né le 21 décembre 1927 dans le 14e arrondissement de Paris et mort le 16 juin 1992 à Lambersart, est un historien français, spécialiste de l'histoire de la traite négrière.

## Biographie

### Carrière
Serge Daget, né dans le 14e arrondissement de Paris le 21 décembre 1927,, entre assez tardivement dans une carrière d'historien. Parisien d'origine, il suit des cours de théâtre et travaille ensuite à l'ORTF. À la fin des années 1950, à l'occasion de la réalisation d'un reportage, il découvre l'Afrique, ce qui déclenche en lui un intérêt et un attachement durables,.
Il entame des études d'histoire à la Sorbonne en 1965 et soutient sa thèse de troisième cycle en 1970, sur « La France et l'abolition de la traite des Noirs »,. En 1987 il soutient, toujours à la Sorbonne, sa thèse d'État sur « Les croisières françaises de répression de la traite des Noirs sur les côtes occidentales d'Afrique, 1817-1850 »,,.
Serge Daget est assistant puis maître-assistant à l'université d'Abidjan de 1972 à 1980, puis est maître de conférences à l'université de Nantes de 1980 à 1989, avant de devenir cette même année professeur des universités à l'université Lille-III,,.

### Historien de la traite négrière
Serge Daget assure la publication des travaux de Jean Mettas sur les traites négrières, ce dernier étant mort avant d'avoir pu terminer sa tâche,,. Selon André Delcourt, ces deux livres parus en 1978 et 1984 constituent « une véritable banque de données sur la traite négrière du XVIIIe siècle ».
Avec François Renault, son collègue à l'université d'Abidjan, Serge Daget publie en 1985 un ouvrage sur les traites négrières en Afrique qui renouvelle l'historiographie de ce phénomène.
Cherchant à réunir la quasi-totalité des historiens s'intéressant à la traite négrière, Serge Daget organise à Nantes en 1985 un grand colloque international sur l'esclavage et la traite des Noirs, marquant le tricentenaire du Code noir, sous l'égide de l'UNESCO,,. C'est le premier colloque international sur la traite des Noirs organisé en France. Serge Daget  assure ensuite la publication des actes de ce colloque, qui est pour lui l'aboutissement de plusieurs années d'efforts,,. En deux volumes, ils réunissent 75 communications, d'intérêt inégal, traitant de la traite et de la résistance à la traite, de son impact démographique en Afrique et de l'abolitionnisme.
La thèse d'État de Serge Daget jette un éclairage nouveau sur la poursuite de la traite des Noirs malgré les abolitions officielles et fait de lui le spécialiste incontesté de la traite dans la première moitié du XIXe siècle. Cette thèse est publiée après la mort de Serge Daget par Éric Saugera. Elle met en lumière les conditions de la traite illégale et les systèmes de sa répression, nationale et internationale, notamment du point de vue des relations franco-anglaises.
À l'université de Lille, Serge Daget créé et dirige un centre de recherches sur l'histoire de l'Afrique,,.
Les travaux de Serge Daget sont partie prenante d'un tournant historiographique, en lien avec le bicentenaire de la Révolution française, qui cherche à mesurer les profits tirés par la France du système esclavagiste.

### Mémoire
Au-delà des aspects scientifiques, le colloque organisé à Nantes par Serge Daget est aussi une initiative pour faire émerger une mémoire partagée dans une ancienne ville négrière. En effet, le colloque doit être accompagné d'une exposition, portée par une association qu'il anime, sur les traites négrières. Ce projet rencontre d'abord des difficultés, notamment politiques, la nouvelle municipalité de droite refusant le soutien initialement promis par la précédente, de gauche,,,,,.
Après une nouvelle alternance politique, l'exposition sur les traites négrières est organisée plus tard, après la mort de Serge Daget, en 1992-1994 au musée du château des ducs de Bretagne, sous le nom Les Anneaux de la Mémoire. Son catalogue reprend des textes de Serge Daget,,.
Le 16 juin 1992, Serge Daget meurt d'une crise cardiaque à Lambersart, alors qu'il est encore en pleine activité professionnelle.

## Ouvrages

### Ouvrages personnels
- Répertoire des expéditions négrières françaises à la traite illégale (1814-1850), Nantes, Centre de recherches sur l'histoire du monde atlantique - Comité nantais d'études en sciences humaines, 1988, 603 p. (lire en ligne).
- La traite des Noirs : bastilles négrières et velléités abolitionnistes, Rennes, Éditions Ouest-France, coll. « Ouest-France université / De mémoire d'homme : l'histoire », 1990, 300 p. (ISBN 978-2-7373-0259-6)[22].
- La répression de la traite des Noirs au XIXe siècle : l'action des croisières françaises sur les côtes occidentales de l'Afrique (1817-1850), Paris, Éditions Karthala, coll. « Collection Hommes et sociétés », 1997, 625 p. (ISBN 978-2-86537-771-8, présentation en ligne)[13],[23].

### Ouvrages collectifs
- Jean Mettas et Serge Daget (éditeur), Répertoire des expéditions négrières françaises au  XVIIIe siècle, Nantes, Paris, Société française d'histoire d'outre-mer, 1978, 795 p. (ISBN 978-2859700065)[24],[25],[8].
- Jean Mettas et Serge et Michèle Daget (éditeurs), Répertoire des expéditions négrières françaises au  XVIIIe siècle, t. 2 : Ports autres que Nantes, Paris, Société française d'histoire d'outre-mer, coll. « Bibliothèque d'histoire d'outre-mer / Instruments de travail » (no 2), 1984, 972 p. (ISBN 2-85970-0064, lire en ligne)[25],[8].
- François Renault et Serge Daget, Les traites négrières en Afrique, Karthala, coll. « Hommes et sociétés », 1985, 235 p. (ISBN 978-2-86537-128-0)[26].
- Serge Daget (édition), De la traite à l'esclavage : Actes du colloque international sur la traite des Noirs, Nantes, 1985, Nantes-Paris, Centre de recherches sur l'histoire du monde atlantique - Société française d'histoire d'outre-mer, 1988, 551+733 p. (ISBN 978-2859700119)[10].

## Hommages
- Prix Robert-Cornevin (décerné par l’Académie des sciences d’outre-mer) 1990 pour La traite des Noirs : bastilles négrières et velléités abolitionnistes[27].
- Mélanges : Hubert Gerbeau et Éric Saugera (dir.), La dernière traite : fragments d'histoire en hommage à Serge Daget, Paris, Société française d'histoire d'outre-mer, coll. « Bibliothèque d'histoire d'outre-mer, / nouvelle série, Études » (no 14), 1994, 295 p. (ISBN 978-2859700188)[28].